# دیکومانو
دیکومانو (به ایتالیایی: Dicomano) یک کومونه در ایتالیا است که در استان فلورانس واقع شده‌است.

## خصوصیات
دیکومانو ۶۱٫۷ کیلومترمربع مساحت و ۵٬۵۰۳ نفر جمعیت دارد و ۱۶۲ متر بالاتر از سطح دریا واقع شده‌است.